# Bill Hooker
Bill Hooker (eigentlich William Bruce Hooker; * 31. März 1949) ist ein ehemaliger australischer Mittelstreckenläufer, Sprinter und Hürdenläufer.
Bei den British Commonwealth Games 1974 in Christchurch wurde er Sechster über 800 Meter und kam in der 4-mal-400-Meter-Staffel mit der australischen Mannschaft auf den vierten Platz.
1969 wurde er Australischer Meister über 400 Meter und 400 Meter Hürden.
Bill Hooker ist mit der ehemaligen Weitspringerin Erica Hooker (geb. Nixon) verheiratet. Ihr Sohn Steve Hooker ist als Stabhochspringer erfolgreich.

## Bestzeiten
- 400 m: 46,4 s, 29. März 1960, Melbourne
- 800 m: 1:45,36 min, 14. Juli 1973, London
- 400 m Hürden: 50,6 s, 30. März 1960, Melbourne